# アクアコバラミンレダクターゼ (NADPH)
アクアコバラミンレダクターゼ (NADPH)（aquacobalamin reductase (NADPH)）は、ポルフィリンおよびクロロフィル代謝酵素の一つで、次の化学反応を触媒する酸化還元酵素である。
2 コバラミン(II) + NADP+ {\displaystyle \rightleftharpoons } 2 アクアコバラミン(III) + NADPH + H+
この酵素の基質はコバラミン(II)とNADP+で、生成物はアクアコバラミン(III)、NADPHとH+である。補因子としてFADを用いる。
この酵素は酸化還元酵素に属し、NAD+またはNADP+を受容体として金属イオンを特異的に酸化する。組織名はcob(II)alamin:NADP+ oxidoreductaseで、別名にaquacobalamin (reduced nicotinamide adenine dinucleotide phosphate)
reductase、NADPH-linked aquacobalamin reductase、NADPH2:aquacob(III)alamin oxidoreductaseがある。